# Rosévin
Rosévin er en let, lyserød vin lavet på røde druer, hvis skaller fjernes, få timer efter gæringen er begyndt. Drueskallerne afgiver derfor ganske lidt garvesyre til mosten, og vinen får derved den karakteristiske lyserøde farve. 
Standses den naturlige gæring, hvor sukker omdannes til alkohol, får den færdige rosévin et højere sødmeniveau, end hvis vinen får mulighed for at færdiggære.

## Andre vintyper
- Rødvin, lavet på blå druer med skaller.
- Hvidvin, lavet på grønne druer eller afskallede blå druer.
- Mousserende vin, hvidvin med brus. Champagne fra Reims.
- Hedvin, vin med højere alkoholindhold end de øvrige typer.
- Isvin, vin med karakteristisk sød smag og lavt alkoholindhold.
- Dessertvin, er søde vine, der typisk serveres til en dessert.

Typerne har så forskellige egenskaber, at de i praksis betragtes som forskellige drikke.
| Vin og vindruer | Spire Denne artikel om vin eller vindruer er en spire som bør udbygges. Du er velkommen til at hjælpe Wikipedia ved at udvide den. |